# Breedspectrumrevolutie
De breedspectrumrevolutie (Engels: broad spectrum revolution, BSR) is een hypothese dat de opkomst van het neolithicum in zuidwest-Azië vooraf werd gegaan door een toename in voedingsbreedte onder samenlevingen van jager-verzamelaars. De hypothese werd voorgesteld door Kent Flannery in een artikel van 1968 gepresenteerd aan een symposium van de Universiteit van Londen.
De breedspectrumrevolutie begon na het einde van de laatste ijstijd, rond 15.000 BP in het Midden-Oosten en 12.000 BP in Europa. Gedurende deze tijd was er een overgang van een focus op een paar hoofdvoedselbronnen naar het verzamelen en jagen van een breed spectrum van planten en dieren.
De hypothese van Flannery probeerde het ontstaan van landbouw aan het begin van het neolithicum te helpen verklaren. Niet overtuigd door een eenvoudige uitleg gebaseerd op de veranderingen in het milieu stelde Flannery in navolging van Lewis Binford's equilibriummodel dat de bevolkingsgroei in optimale habitats leidde tot migratie naar nabijgelegen marginale habitats, waardoor daar een demografische druk ontstond. De zoektocht naar meer voedsel binnen deze marginale habitats dwong tot een diversificatie van voedselbronnen. Hierdoor werd de levensgrondbasis verbreed naar meer vis, kleine zoogdieren, watervogels en ongewervelde dieren zoals slakken en schaaldieren en voorheen genegeerde of marginale plantaardige bronnen. Flannery betoogde dat de behoefte aan meer voedsel in deze marginale omgevingen leidde tot de doelbewuste teelt van bepaalde plantensoorten, met name granen. In optimale habitats groeiden deze planten van nature in relatief dichte concentraties, maar in marginale zones vereisten ze menselijk ingrijpen om efficiënt te worden geoogst. Hierdoor werd volgens de breedspectrumrevolutie de basis gelegd voor domesticatie en permanente landbouwnederzettingen.

## Karakteristieken
Een BSR zal zich gemanifesteerd hebben in zowel een verhoogd spectrum van voedselbronnen als een gelijkmatigheid in de exploitatie van hoog- en laagwaardige bronnen. Onder een breedspectrumeconomie zou een grotere hoeveelheid laagwaardige prooi (d.w.z. met een hoge kosten-batenverhouding) worden bejaagd, omdat er onvoldoende hoogwaardige prooi zou zijn om betrouwbaar aan de behoeften van de bevolking te voldoen. Dierlijke prooi als kleine, snelle zoogdieren of vissen waarop de jacht eerder werd gezien als inefficiënt verbruik van middelen werden nu ook de moeite waard. Toenemende schaarste maakte de extra inspanningen noodzakelijk om te overleven. De belangstelling richtte zich op kleinere prooien zoals vissen, konijnen en schaaldieren, omdat de reproductiesnelheid van kleine dieren veel groter is dan die van grote dieren. Wat betreft plantaardige bronnen werden voedingsmiddelen die eerder vanwege hun arbeidsintensiviteit werden genegeerd nu mogelijk in het dieet opgenomen. 
In Zuidwest-Azië leidde de breedspectrumrevolutie tot een toename van de voedselproductie. De breedspectrumrevolutie volgde ook uit klimatologische veranderingen met een zeespiegelstijging tot gevolg. Daardoor:
- verbeterden de omstandigheden voor het mariene leven in ondiepe, warme wateren
- nam de hoeveelheid en verscheidenheid van het mariene leven drastisch toe en daarmee het aantal eetbare soorten
- verzwakte de kracht van de rivieren en waren de stromen die in de oceaan uitmondden traag genoeg om zalm en andere vissen stroomopwaarts te laten zwemmen om te paaien
- vonden vogels toevluchtsoorden in draslanden bij rivierbedden en migreerden seizoensgebonden over Europa